# جون باش
جون باش (بالإنجليزية: John Bach)‏ (و. 1946 – م) هو ممثل تلفزيوني، وممثل أفلام، وممثل، من نيوزيلندا، ولد في كارديف.

## وصلات خارجية
- جون باش على موقع IMDb (الإنجليزية)
- جون باش على موقع ألو سيني (الفرنسية)
- جون باش على موقع أول موفي (الإنجليزية)
- جون باش على موقع قاعدة بيانات الأفلام السويدية (السويدية)
- جون باش على موقع قاعدة بيانات الفيلم (الإنجليزية)
- جون باش على موقع كينوبويسك (الروسية)